# João Manuel de Carvalho
João Manuel de Carvalho, conhecido como Padre João Manuel, foi um sacerdote católico e político nascido na então província do Rio Grande do Norte.
Foi um dos líderes do Partido Conservador do Rio Grande do Norte, além de Deputado nas últimas legislaturas do Império do Brasil. A dinâmica eleitoral do Império acaba fazendo com que ele torne-se um ferrenho partidário da República. Um de seus discursos, realizado em 11 de junho de 1889, torna-se célebre por terminar com a frase "Viva a República". Em resposta à sua fala, o Visconde de Ouro Preto, último primeiro-ministro do Império, respondeu: "Viva a República, não! Viva a Monarquia!" Cinco meses depois era proclamada a República.
Descontente com os rumos que assumia a política potiguar após a Proclamação da República, afasta-se da vida política e muda-se para a cidade de Amparo, no interior de São Paulo, local em que residiu até falecer. Torna-se editor de um dos jornais de Amparo, o Correio Amparense, em cuja tipografia é impresso o seu livro Reminiscências sobre Vultos e Factos do Império e da República.
Em sua homenagem, uma rua no bairro dos Jardins, na capital paulista leva seu nome.